# Black Gold (videojuego)
Black Gold (también conocido como Oil Imperium) es un juego de simulación de negocios lanzado en 1989 por reLINE Software.

## Jugabilidad
El objetivo del juego es promocionar y vender petróleo y derrotar a los competidores usando una cantidad de estrategias justas e injustas. Un movimiento del juego siempre toma un mes, y cada acción en el juego cuesta uno o más días.
El juego está diseñado para cuatro jugadores humanos o controlados por la computadora. Los jugadores podrán controlar a una de cuatro corporaciones: «Interoil», «All American», «Transoil» o «Explora Inc.».
Existen cuatro objetivos diferentes para elegir: jugar una partida de tres años, ser la compañía que sobreviva el mayor tiempo, apoderarse del 80% del mercado u obtener 60 millones de dólares. Existen algunas variaciones de las mecánicas del juego entre las misiones. Por ejemplo, al jugar por los 60 millones de dólares, hacer un pozo petrolífero llevará más tiempo que en las otras misiones.
Existen ocho regiones productoras de petróleo para elegir, donde los jugadores deben adquirir licencias, buques y yacimientos petrolíferos: Alaska, Norteamérica, Centroamérica, Sudamérica, Europa, URSS, la región del Golfo e Indochina.
El jugador podrá pedir la opinión de un experto acerca del posible rendimiento de un yacimiento antes de comprarlo. Una vez que haya sido comprado, el jugador podrá taladrarlo manualmente o pagar dinero dentro del juego para una perforación automática. Los enemigos podrán interrumpir el juego usando el sabotaje. Esto incluye incendiar los yacimientos, destruir los buques, manipular los balances financieros, etc. Para protegerse de dichas acciones, un jugador podrá contratar a una compañía de seguridad.
En el transcurso del juego habrá tres secuencias de acción. Las ventas de petróleo podrán llevar a retrasos, y el jugador deberá instalar las tuberías manualmente. La perforación manual requerirá que el jugador corrija la desviación de la cabeza del taladro. Finalmente, los pozos petrolíferos incendiados deberán ser extinguidos usando dinamita. Esto último puede ser logrado por un especialista llamado Ted Redhair (inspirado en el famoso Red Adair).

## Recepción
Kevin Warne reseñó Oil Imperium para la revista Games International y le dio 2 estrellas de 5 diciendo que «tiene el potencial para ser un buen juego, pero después de cinco intentos inútiles de lograr que algo funcionase, acabaron con mi buena voluntad y paciencia. En el mejor de los casos esto es para aquellos que realmente les guste este tipo de juegos y estén preparados para el arduo trabajo involucrado».

## Reseñas
- Games Preview (August 1989)[5]
- Amiga User International (October 1989)[6]
- Commodore User (November 1989)[7]
- Joystick (German) (August 1989)[7]
- Commodore User (September 1989)[8]
- Zero (November 1989)[9]
- ACE (Advanced Computer Entertainment) (October 1989)[10]
- Amiga Computing (noviembre de 1989)[11]
- Atari ST User (diciembre de 1989)[12]
- Your Amiga (octubre de 1989)[13]
- ASM (Aktueller Software Markt) (octubre de 1989)[14]
- ASM (Aktueller Software Markt) (May 1989)[15]
- Joker Verlag präsentiert: Sonderheft (1993)[16]
- Joker Verlag präsentiert: Sonderheft (1994)[16]
- Power Play (1989)[17]
- Power Play (julio de 1989)[18]
- Amiga Format (octubre de 1989)[19]
- Amiga Action (octubre de 1989)[20]
- Power Play (diciembre de 1991)[21]